# Epeorus pleuralis
Epeorus pleuralis är en dagsländeart som först beskrevs av Banks 1910.  Epeorus pleuralis ingår i släktet Epeorus och familjen forsdagsländor. Inga underarter finns listade i Catalogue of Life.